# Matthew Crampton
Matthew Nicholas Crampton, detto Matt (Manchester, 23 maggio 1986), è un ex pistard britannico.È il fratello maggiore della ciclista Jessica Crampton.

## Carriera
Nato a Manchester, Crampton ha vinto la velocità nella categoria juniores e le competizioni keirin agli European Track Championships del 2004. Crampton nel 2004 ha gareggiato ai Giochi del Commonwealth di Bendigo, in Australia, vincendo una medaglia d'argento nel keirin.
Ha continuato vincendo la medaglia d'argento come membro della squadra inglese nel Team Sprint ai Giochi del Commonwealth del 2006. Nel 2007, Matt Crampton ha vinto la medaglia d'argento nel keirin e il bronzo nella volata a squadre agli European Track Championships, questa volta nella categoria under 23.
Ha vinto una medaglia di bronzo nella velocità individuale al primo turno della Coppa del mondo di ciclismo su pista del 2008-2009 a Manchester il 1º novembre 2008. Ha poi vinto la Japanese Keirin Association Race il giorno successivo.
Il 15 novembre 2008 ha partecipato all'evento Revolution 21 a Manchester. Ha vinto entrambi gli eventi in cui è stato inserito, cioè la velocità e il keirin. Fra gli altri ciclisti presenti troviamo Jason Kenny, Ross Edgar e Jamie Staff.
Ha vinto l'argento nello sprint a squadre maschile agli UCI Track Cycling World Championships 2009 con i compagni di squadra Jamie Staff e Jason Kenny. Ha anche vinto l'argento nella stessa competizione due anni dopo con Chris Hoy e Jason Kenny dopo che alla squadra francese fu tolto il titolo mondiale.
Ai campionati europei UEC del 2011, Crampton ha vinto la medaglia d'oro nel keirin.
Ad Aguascalientes, alla Coppa del mondo di ciclismo su pista 2013-2014, ha vinto l'oro in keirin e si è classificato secondo alla velocità a squadre.
Nel novembre 2016, Crampton ha annunciato il suo ritiro dalle competizioni, indicando che avrebbe continuato a essere coinvolto nello sport come allenatore.

## Palmarès
2003
Campione britannico di velocità, categoria juniores
2004
Campione europeo juniores di keirin
Campione europeo juniores di velocità
Campione britannico juniores di velocità
Campione britannico juniores del chilometro
2005
Campione britannico juniores di keirin
Campione britannico juniores di velocità a squadre
2006
Tappa di Mosca della coppa del mondo di ciclismo su pista, velocità a squadre
Giochi del Commonwealth, velocità a squadre
2007
Tappa di Los Angeles della coppa del mondo, velocità a squadre
Vice-campione europeo U-23, keirin
3° ai campionati europei U-23 di velocità a squadre
Campione britannico di keirin
2008
Campione europeo U-23 di Keirin
Vice-campione europeo U-23 di velocità a squadre
3° ai campionati europei U-23 di velocità
Campione britannico di velocità
Campione britannico di keirin
Campione britannico del kilometro
Campione britannico di velocità a squadre
2009
Vice-campione mondiale di velocità a squadre
2010
Tappa di Melbourne della Coppa del mondo, velocità a squadre
Vice-campione europeo di keirin
3° ai campionati europei di velocità a squadre
2011
Vice-campione mondiale di velocità a squadre
Campione europeo di keirin
2012
3° ai campionati europei di velocità a squadre
Campione britannico di keirin
2013
Tappa di Aguascalientes di Coppa del mondo, keirin
Campione britannico di velocità a squadre
2015
Campione britannico di velocità a squadre
2016
Tappa di Hong Kong di Coppa del mondo, velocità a squadre.